# 1935 en jeu
Chronologie du jeu
- 1931
- 1932
- 1933
- 1934
- 1935
- 1936
- 1937
- 1938
- 1939

Cet article présente les faits marquants de l'année 1935 concernant le jeu.

## Événements
- Harry E. Williams, fondateur de la Williams Manufacturing Company qui fabrique des flippers, met au point le tilt.
- Märklin introduit l'échelle 00 (1:76) pour le modélisme ferroviaire.
- Fondation de la société allemande Schleich qui fabrique des figurines jouets.
- L'entreprise américaine Playskool qui produit des jeux et des jouets éducatifs pour enfants, fondée en 1901, installe ses bureaux à Chicago.
- 14 décembre : sortie du court métrage d'animation américain Broken Toys, produit par Walt Disney ; il met en scène des jouets.

### Compétitions
- 3 octobre - 6 décembre : Championnat du monde d'échecs aux Pays-Bas. Max Euwe devient le cinquième champion du monde d'échecs ; il bat le champion du monde Alexandre Alekhine le 3 décembre lors d'une partie restée célèbre sous le nom de Perle de Zandvoort.

## Sorties
- Monopoly : première édition commerciale du jeu créé par Charles Darrow, édité par la société Parker Brothers aux États-Unis.
- Diamino, jeu de lettres créé par Madeleine Janssens.

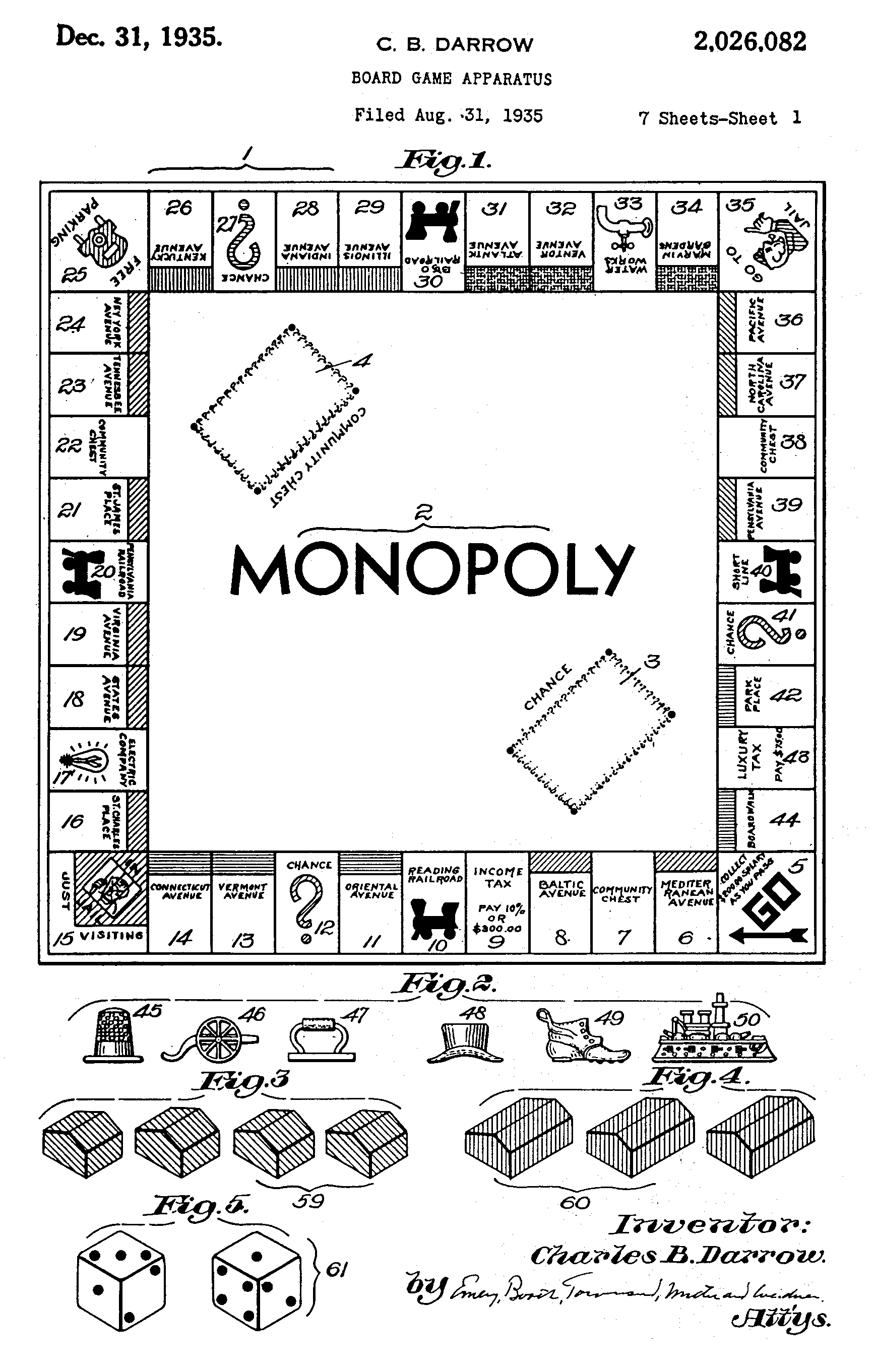
Première page du dépôt de marque du Monopoly en 1935 par Charles Darrow

## Naissances
- 13 janvier : Gumersindo España Olivares, artisan mexicain spécialisé dans les jouets traditionnels en bois sculptés à la main, mort le 17 février 2018.
- 30 avril : Bertell Ollman, universitaire américain, penseur marxiste et spécialiste de la dialectique, inventeur en 1979 de Lutte des classes (Class Struggle), une version subversive du jeu de société, dans l'esprit du Monopoly.
- 15 juin : Aleksandr Zaïtsev, joueur d'échecs soviétique, mort le 31 octobre 1971.

## Décès
- 16 mars : Aaron Nimzowitsch, joueur d'échecs russe et danois, né le 7 novembre 1886.